# Primnoella divaricata
Primnoella divaricata är en korallart som först beskrevs av Studer 1878.  Primnoella divaricata ingår i släktet Primnoella och familjen Primnoidae. Inga underarter finns listade i Catalogue of Life.